# Leptopteris hymenophylloides
Leptopteris hymenophylloides är en safsaväxtart som först beskrevs av Achille Richard, och fick sitt nu gällande namn av Presl. Leptopteris hymenophylloides ingår i släktet Leptopteris och familjen Osmundaceae. Inga underarter finns listade.